# 미즈호촌 (도쿄부)
미즈호촌(瑞穂村)은 도쿄부 미나미카쓰시카군에 일찍이 존재했던 촌이다. 현재는 합병 후 '미즈에'이라는 이름이 많이 쓰이고 있다. 미즈호대교 외에는 그 이름이 거의 남아있지 않다.

## 역사
- 1889년 4월 1일 - 정촌제 시행에 수반해 미나미카쓰시카군 미즈호촌이 성립하였다.
- 1913년 1월 1일 - 이치노에촌과 합병해, 미즈에촌이 신설되어, 동일 미즈호촌은 폐지되었다.
- 1932년 10월 1일 -미나미카쓰시카군 전체가 도쿄시에 편입되어, 미즈에촌의 구역은 에도가와구가 되었다.